# Svatopluk Skládal
Svatopluk Skládal (17. března 1926 v Kelči – 2. dubna 1992 v Praze) byl český herec.

## Život
Po studiích na gymnáziu studoval nejprve obchodní školu, ale posléze se stal žákem Pražské konzervatoře, kterou absolvoval v roce 1948. Během těchto studií již hrál jako elév v pražském Národním divadle.
Ve svém prvním angažmá pobyl ve Státním divadle Ostrava v letech 1948–1950, poté následovala základní vojenská služba, po níž nastoupil ještě jako voják do činoherního souboru v pražském Divadla na Vinohradech (v té době to bylo Divadlo Československé armády), kde působil čtyřicet let od roku 1951 až do roku 1991, kdy odešel do důchodu. Příležitostně také hostoval i na dalších pražských divadelních scénách.
Jednalo se o typického představitele charakterních rolí, ať už to byly postavy komické, tragické nebo i tragikomické, uměl velmi dobře hrát i malé role. Měl nejen výraznou podsaditou postavu a typický kulatý obličej, ale i velmi charakteristický hlas a pečlivou dikci, která se mu hodila nejen v divadle ale i pro práci v Československém rozhlase a v dabingu.
Ve filmu a v televizi ztvárnil mnoho desítek rolí. Poprvé se před kamerou objevil jako kamelot ve snímku Kavárna na hlavní třídě v roce 1953. V dalších letech účinkoval v mnoha dalších českých filmech, zpočátku kariéry se jednalo i o větší role, ke konci života se uplatnil i v Československé televizi, povětšinou ale hrál už jen menší či vedlejší role.